# Calothorax
Calothorax és un gènere d'ocells de la subfamília dels troquilins (Trochilinae) dins la família dels troquílids (Trochilidae).

## Taxonomia
Segons la Classificació del Congrés Ornitològic Internacional (versió 2.5, 2010) aquest gènere està format per dues espècies:
- colibrí lucífer (Calothorax lucifer).
- colibrí superb (Calothorax pulcher).